# Ásmundar saga kappabana
Ásmundar saga kappabana es una saga legendaria de Islandia, cuyo argumento se desarrolla con la figura protagonista del guerrero Asmund. La primera constancia de la saga aparece en el manuscrito “Estocolmo” de la Biblioteca Real, Holm. 7, 4.º, fechado en la primera mitad del siglo XIV. La obra es, en esencia, una versión de la obra alemana Hildebrandslied, pero adaptado al folclore nórdico de Tyrfing.

## Sinopsis
La saga cita que Hildebrand, rey de los hunos, tenía un hijo llamado Helgi, que casó con Hildr, la hija del rey sueco Budli. Helgi y Hildr tuvieron un hijo que creció con su abuelo y se llamó también Hildebrand.
Hildebrand era un gran guerrero, llamado “el campeón de los hunos”. Cuando su padre Helgi cayó en el campo de batalla, su abuelo materno, el rey Budli también fue derrotado y murió en manos de un rey de Dinamarca llamado Alf. Alf tomó cautiva a la madre de Hildebrand y la dio en matrimonio a un guerrero llamado Aki, de esa relación nació Asmund.
Cuando Hildebrand supo de la muerte de su padre, fue a Dinamarca y mató a Aki quien también tenía una hija a quien Asmund propuso en matrimonio. La princesa se comprometió a casarse con Asmund, pues tenía previsto vengar a su padre y matar a Hildebrand; para lograrlo, Asmund fue a Sajonia que estaba siendo saqueada por Hildebrand y sus berserkers. Asmund fue retando a un holmgang (duelo), a todos los guerreros que se le ponían por delante y los derrotaba uno a uno, esta situación duró muchos días.
Cuando Hildebrand escuchó lo que pasaba, preparó una incursión berserker y en la refriega mató a su propio hijo. Luego se dirigió hasta el Rin para encontrar a Asmund y cuando se encontraron comenzó la batalla. Lucharon durante mucho tiempo, Hildebrand fue gravemente herido y su espada se rompió. A continuación, Hildebrand cantó a Asmund que eran hermanastros y le pidió ser enterrado con su ropa.
En Gesta Danorum (Libro 7), Saxo Grammaticus menciona una saga casi idéntica, pero todos los nombres cambiados. Aquí Hildebrand es Hildiger.